# Sebastian Formella
Sebastian Formella (* 26. Mai 1987 in Lauenburg/Elbe) ist ein deutscher Profiboxer und ehemaliger IBO-Weltmeister im Weltergewicht.

## Amateurkarriere
Formella boxte seit 2002 für den TV Fischbek und wurde neunmal Hamburger Meister sowie siebenmal Norddeutscher Meister. Bei Deutschen Meisterschaften der Elite-Klasse war sein größter Erfolg der Gewinn einer Bronzemedaille im Mittelgewicht 2012.
Darüber hinaus boxte er für Boxteam Wismar sowie SV Motor Babelsberg in der 2. Bundesliga und wurde mit dem Nordhäuser SV Vizemeister in der 1. Bundesliga.

## Profikarriere
Formella bestritt sein Profidebüt im Mai 2014 und wurde im Februar 2017 vom Promoter Erol Ceylan (EC Boxpromotion) unter Vertrag genommen. Sein Trainer ist Mark Haupt.
Am 24. März 2018 besiegte er Angelo Frank (Kampfbilanz: 13-1) durch TKO und wurde dadurch IBO-Intercontinental-Champion und WBO-European-Champion im Halbmittelgewicht. Im September 2018 verteidigte er den WBO-Europatitel durch TKO gegen Ilias Essaoudi (13-0).
Am 15. Dezember 2018 schlug er Betuel Ushona (36-6) beim Kampf um den Titel WBO-Global-Champion im Weltergewicht und am 6. Juli 2019 Tulani Mbenge (15-0) beim Kampf um den IBO-Weltmeistertitel im Weltergewicht, den er am 18. Januar 2020 gegen Roberto Arriaza (18-1) verteidigen konnte.
2020 verlor er jeweils gegen Shawn Porter (30-3) und Conor Benn (16-0), sowie 2022 gegen Chris Kongo (13-1).

## Sonstiges
Formella absolvierte eine Ausbildung zum Hafenlogistiker und arbeitet neben seiner Boxkarriere bei der Hamburger Hafen und Logistik AG.

## Profi-Bilanz
| 26 Siege (14 K.-o.-Siege), 3 Niederlagen, 0 Unentschieden |               |                            |                                            |                                                                             |
| Jahr                                                      | Tag           | Gegner                     | Veranstaltungsort                          | Ergebnis                                                                    |
| 2014                                                      | 3. Mai        | Pavel Herman               | Müggelspreehalle, Hangelsberg              | Sieg / TKO 2. Runde                                                         |
| 2014                                                      | 10. Mai       | Alichan Tersbulatov        | Pneumant Arena, Fürstenwalde/Spree         | Sieg nach Aufgabe                                                           |
| 2014                                                      | 16. Mai       | Jozsef Kormany             | CU Arena, Hamburg-Neugraben                | Sieg / KO 6. Runde                                                          |
| 2014                                                      | 28. Juni      | Aleksandar Jankovic        | Mehrzweckhalle am Ploggensee, Grevesmühlen | Sieg / TKO 3. Runde                                                         |
| 2014                                                      | 26. September | Ziso Poulitsa              | Audi-Centrum, Berlin-Lichtenberg           | Sieg / Punktsieg                                                            |
| 2014                                                      | 18. Oktober   | Cenk Ulug                  | Boxsporthalle Braamkamp, Winterhude        | Sieg nach Aufgabe German International Assoziation (GBA) Titelkampf         |
| 2014                                                      | 8. November   | Dogan Kurnaz               | Autohaus Glinicke Hessenkassel, Kassel     | Sieg / TKO 2. Runde                                                         |
| 2015                                                      | 18. Februar   | Pietro d’Alessio           | Boxsporthalle Braamkamp, Winterhude        | Sieg / Punktsieg Global Boxing Council (GBC) Interkontinental-Titelkampf    |
| 2015                                                      | 20. Juni      | Mazen Girke                | Universum Gym, Lohbruegge                  | Sieg / Punktsieg GBC Interkontinental-Titelkampf                            |
| 2015                                                      | 31. Oktober   | Robizoni Omsarashvili      | Universum Gym, Lohbruegge                  | Sieg / KO 5. Runde GBC Weltmeisterschafts-Titelkampf                        |
| 2016                                                      | 12. März      | Frane Radnic               | Jahnsportforum, Neubrandenburg             | Sieg / Punktsieg                                                            |
| 2016                                                      | 7. Mai        | Gyula Vajda                | Barclaycard Arena, Hamburg                 | Sieg / TKO 4. Runde                                                         |
| 2016                                                      | 16. Juli      | Nico Salzmann              | Max-Schmeling-Halle, Prenzlauer Berg       | Sieg / Punktsieg                                                            |
| 2017                                                      | 18. März      | Krzysztof Szot             | Baltiska Hallen, Malmö                     | Sieg / Punktsieg                                                            |
| 2017                                                      | 19. Mai       | Denis Krieger              | Barclaycard Arena, Hamburg                 | Sieg / Punktsieg IBO Kontinental-Titelkampf                                 |
| 2017                                                      | 9. September  | Jan Balog                  | Max Schmeling Halle, Prenzlauer Berg       | Sieg / Punktsieg                                                            |
| 2017                                                      | 22. Dezember  | Karlo Tabaghua             | Sporthalle, Hamburg                        | Sieg / Punktsieg                                                            |
| 2018                                                      | 24. März      | Angelo Frank               | Inselparkhalle, Wilhelmsburg               | Sieg / TKO 7. Runde WBO European-Titelkampf IBO Interkontinental-Titelkampf |
| 2018                                                      | 29. September | Ilias Essaoudi             | Sporthalle, Hamburg                        | Sieg / TKO 7. Runde WBO European-Titelkampf                                 |
| 2018                                                      | 15. Dezember  | Betuel Ushona              | Sporthalle, Hamburg                        | Sieg / Punktsieg                                                            |
| 2019                                                      | 6. Juli       | Thulani Mbenge             | CU Arena, Hamburg-Neugraben                | Sieg / Punktsieg IBO Weltmeisterschafts-Titelkampf                          |
| 2020                                                      | 18. Januar    | Roberto Arriaza            | Edel-Optics.de Arena, Hamburg              | Sieg / Punktsieg IBO Weltmeisterschafts-Titelverteidigung                   |
| 2020                                                      | 22. August    | Shawn Porter               | Microsoft Theater, Los Angeles             | Niederlage nach Punkten vakanter WBC Silver Titel                           |
| 2020                                                      | 21. November  | Conor Benn                 | Wembley Arena, England                     | Niederlage nach Punkten vakanter WBA Continental Titel                      |
| 2021                                                      | 25. September | Ferenc Hafner              | Fritz-Sdunek-Halle, Zinnowitz              | Sieg / TKO 4. Runde                                                         |
| 2022                                                      | 11. Juni      | Chris Kongo                | The SSE Arena, London, England             | Niederlage nach Punkten WBC-Interkontinental-Titelkampf                     |
| 2023                                                      | 30. April     | Florian Wildenhof          | Große Freiheit 36, St. Pauli               | Sieg / KO 7. Runde                                                          |
| 2023                                                      | 3. Oktober    | Azael Cosio                | Große Freiheit 36, St. Pauli               | Sieg / KO 8. Runde                                                          |
| 2024                                                      | 27. April     | Sergio Dos Santos Carvalho | CU Arena, Hamburg-Neugraben                | Sieg / Aufgabe des Gegners                                                  |
| Quelle: Sebastian Formella in der BoxRec-Datenbank        |               |                            |                                            |                                                                             |

## Auszeichnungen
- Herqul German Boxing Awards: Boxer des Jahres 2019[18]
- NDR: Nordsportler des Jahres 2019